# 圣阿尔贝蒂纳
圣阿尔贝蒂纳是巴西圣保罗州的一个市镇。总面积274.277平方公里，总人口5376人，人口密度19.6人/平方公里。